# チャカブコ県
チャカブコ県（スペイン語：Provincia de Chacabuco）は、チリの中央部にあるサンティアゴ首都州 (RM) の6つの県のうちの1つである。県はサンティアゴ県の北に位置しており、サンティアゴ・コナベーションに含まれ、完全に都市化している。県都であるコリナは、サンティアゴのおよそ27㎞（17マイル）北にある。

## 政治
県であるチャカブコは、第二級行政区画であり、大統領によって任命される知事が政治を行っている。2010年3月17日、Angélica del Carmen Antimán Palmaが県知事に就任した。

### コムーナ
県は、各自治体の市長と議会により政治が行われる、3のコムーナ（スペイン語：comunas）から構成される。
- コリナ - 県都。人口77,815人。
- ランパ - 人口40,228人。
- ティルティル - 人口14,755人。

## 地理と人口動態
以下は、2002年国勢調査による。
- 面積：2,076.1k㎡（802平方マイル、州内3位）
- 人口：132,798人（州内最下位）
  - 男性：69,184人
  - 女性：33,597人
  - 都市的地域：99,201人
  - 地方：33,597人